# 7633 Володимир
7633 Володимир (7633 Volodymyr) — астероїд головного поясу, відкритий 21 жовтня 1982 року.
Тіссеранів параметр щодо Юпітера — 3,390.
Астероїд названий на честь директора Астрономічної обсерваторії Київського національного університету імені Тараса Шевченка Володимира Тельнюка-Адамчука.(англ.)